# Annales des mines
Pour les articles homonymes, voir Annales (homonymie).
Les Annales des mines est une revue scientifique et technique française, créée en 1794 et publiée effectivement à partir de 1798 sous le nom de Journal des mines, et qui prend son nom définitif en 1830.
Elle se consacre à travers les âges aux techniques industrielles et minières, à la géologie et à l'économie industrielle de la France, ainsi qu'au droit foncier et au droit minier.

## Historique
Lorsque le Journal des mines fut créé par l'arrêté du 13 messidor an II (1er juillet 1794), c'était sous l'autorité de l'Agence des mines, organisme gouvernemental chargé de superviser la politique et l'économie minière. Le premier rédacteur en chef fut Charles Coquebert de Montbret qui s'occupait personnellement des statistiques minières.
Jusque vers 1950, la majorité des auteurs sont des ingénieurs des mines travaillant dans l'administration, l'industrie lourde, ou la recherche scientifique. C'est ainsi que, encore jeunes, de futures célébrités tels que Maurice Allais ou Henry Le Chatelier y ont publié leurs principales théories.
Désormais déconnectée du contexte métallurgique et minier, elle paraît toujours de nos jours, sous forme de quatre séries trimestrielles : Réalités Industrielles, Gérer & comprendre, Responsabilité et environnement et Enjeux numériques.
Elle constitue la plus ancienne revue française consacrée aux sciences et techniques et à l'économie.